# Clemency
Clemency (Keintzeg, em luxemburguês) é uma comuna do Luxemburgo, pertence ao distrito de Luxemburgo e ao cantão de Capellen.

## Geografia
A comuna de Clémency fica situada na fronteira belga e é banhada pela ribeira de Eisch.
O seu ponto mais elevado encontra-se na aldeia de Fingig no lugar chamado  "Kues" com uma altitude de metros.
Clémency é uma comuna de características rurais. Possui 14 explorações agrícolas e as suas terras de cultivo atingem os 1 017 ha, dos quais  565 ha são prados e pastagens.
A área de florestação é de  26,5%.
As comunas vizinhas são:
- A norteSteinfort
- A oeste Garnich
- a sul Bascharage
- A oeste na Bélgica encontram-se as comunas de Aubange et de Messancy.

## Demografia
Dados do censo de 15 de fevereiro de 2001:
- população total: 2.105
  - homens: 1.044
  - mulheres: 1.061
- densidade: 144,87 hab./km²
- distribuição por nacionalidade:

| Nacionalidade  | População | %      |
| -------------- | --------- | ------ |
| luxemburgueses | 1.652     | 78,48% |
| estrangeiros   | 453       | 21,52% |
| - portugueses  | 78        | 3,71%  |
| - franceses    | 52        | 2,47%  |
| - italianos    | 51        | 2,42%  |
| - belgas       | 164       | 7,79%  |
| - alemães      | 33        | 1,57%  |
| - iuguslavos   | 13        | 0,62%  |
| - outros       | 62        | 2,95%  |

- Crescimento populacional:

| Ano        | População |
| ---------- | --------- |
| 15/02/2001 | 2.105     |
| 01/01/2002 | 2.074     |
| 01/01/2003 | 2.096     |
| 01/01/2004 | 2.093     |
| 01/01/2005 | 2.141     |

## História
O mais antigo vestígio da presença humana nesta comuna data da década de 90 da nossa era, depois de ter sido descoberta uma câmara funerária dda aristocracia gaulesa que pode ser datada para o período de 200 a.C.